# Alt Aragó
L'Alt Aragó és la zona septentrional d'Aragó, sovint és equivalent al de província d'Osca, encara que per alguns n'és només la part pirinenca o prepirinenca.
Amb tot, el terme té generalment unes connotacions més humanes que no administratives. Així, pot associar-se a unes característiques etnològiques i culturals pròpies que assenyalarien algunes diferències respecte de les altres terres aragoneses, apropant-se més de vegades a les cultures pirinenques veïnes, i que es poden percebre en son estil de vida (ja no tan acusadament, en part per l'emigració de poble a ciutat), en la seua arquitectura i gastronomia (típica de muntanya), la manera de vestir (celebrada, per exemple, en el Día d'o Traje Ansotano), l'idioma (en ser la zona constitutiva de la llengua aragonesa i aquella on millor es conserva), les tradicions folclòriques, la mitologia, etc.
L'Alt Aragó és també, històricament, el territori dels comtats primigenis del que acabaria sent el Regne d'Aragó.